# Aba (Nigerija)
Aba (poznata i kao Enyinmba te Enyimba) grad je na istoimenoj nigerijskoj rijeci, trgovački centar savezne države Abia. Leži na jugu Nigerije, 75 km od Gvinejskog zaljeva, u blizini Port Harcourta.
U Abi se nalazi velika mormonska crkva, koja je zatvorena 2009. zbog izbijanja nasilja u ovom području. Iz Abe je i najuspješniji nigerijski nogometni klub, Enyimba International F.C., dvostruki osvajač Afričke Lige prvaka.
Prema popisu iz 1991., Aba ima 500.183, a prema procjeni iz 2010. 1.597.296 stanovnika.